# Silvia Toffano
Silvia Toffano (Venezia, 5 gennaio 1985) è una hockeista su ghiaccio e hockeista in-line italiana.

## Carriera

### Giocatrice
Nata a Venezia, da bambina praticava lo sci alpino (che ha continuato a praticare a livello agonistico fino all'età di 20 anni) e il pattinaggio di velocità a rotelle.
Quando la famiglia si trasferì tra Treviso e Zoldo, cominciò a praticare dapprima l'hockey in-line a Paese e poi l'hockey su ghiaccio nel settore giovanile dello Zoldo.
All'età di 14 anni ha esordito nella massima serie dell'hockey su ghiaccio femminile con la maglia dell'Agordo; ha poi vestito le maglie di Merano (2002-2004), Eagles Bolzano (2004-2006), nuovamente Agordo (2006-2013), Feltreghiaccio (2013-2014) e Alleghe Girls (2014-2019), di cui è stata capitano Dopo una sosta per maternità, dal gennaio 2020 gioca nel Dobbiaco.
Al termine della stagione 2020-2021 è passata alle Padova Waves Girls, neoiscritte al massimo campionato italiano.
Nel campionato di hockey in-line ha vestito la maglia del Taurus Buja.
Ha vinto dieci titoli italiani nell'hockey su ghiaccio e cinque (più una coppa Italia) nell'hockey in-line.

#### Nazionale

##### Hockey su ghiaccio
Con la maglia dell'Italia ha disputato sei edizioni dei mondiali di hockey su ghiaccio (2001, 2004, 2005, 2008, 2009 e 2011) e le olimpiadi invernali di Torino 2006.

##### Hockey in-line
Con la maglia delle azzurre, Silvia Toffano ha preso parte a 6 edizioni dei mondiali, 4 come capitano(2009, 2014,2015, 2016,2017,2018), e a due degli europei (2015 e 2017), sempre come capitano.. Agli europei del 2015, giocati in Italia, a Roana, l'Italia vinse l'argento.

### Allenatrice
Dal 2019 è assistente allenatore dell'Italia under 18 femminile.
Silvia Toffano è anche maestra e allenatrice di sci alpino e maestra di pattinaggio in-line.

## Vita privata
Dall'età di 18 anni vive a Taibon Agordino. È sposata con l'allenatore ed ex giocatore di hockey su ghiaccio Cristian Schivo.

## Palmarès

### Hockey su ghiaccio
- Campionato italiano femminile: 10

Agordo: 2000-2001, 2001-2002, 2002-2003,2004-2005, 2006-2007, 2007-2008, 2008-2009
Eagles Bolzano: 2004-2005, 2005-2006
Alleghe Girls: 2018-2019

### Hockey in-line
- Campionato italiano femminile: 5

Islanders Spinea: 2001-2002, 2005-2006, 2006-2007. Taurus Buja: 2016-2017, 2017-2018
- Coppa Italia: 1

Taurus Buja: 2017-2018

#### Nazionale
- : Roana 2015